# Deltaform Mountain
Deltaform Mountain – najwyższa z gór otaczających Valley of the Ten Peaks w Kanadzie, na granicy Alberty i Kolumbii Brytyjskiej. Znajduje się również na granicy parków narodowych Banff i Kootenay. Jej wysokość wynosi 3424 m n.p.m.
Szczyt został nazwany oryginalnie przez Samuela Allena Saknowa. Obecną nazwę, ze względu na podobieństwo do greckiej litery delta, nadał w 1897 Walter Wilcox.
Deltaform została po raz pierwszy zdobyta w 1903 roku przez A. Eggersa i H.C. Parkera, prowadzonych przez Christiana Kaufmanna i Hansa Kaufmanna.

## Źródła
- Deltaform Mountain. peakfinder.com. [zarchiwizowane z tego adresu (2016-03-03)].